# Антоновка (Костанайская область)
Антоновка (каз. Антонов) — село в Денисовском районе Костанайской области Казахстана. Административный центр Тельманского сельского округа. Находится примерно в 3 км к северу от районного центра, села Денисовка. Код КАТО — 394065100.

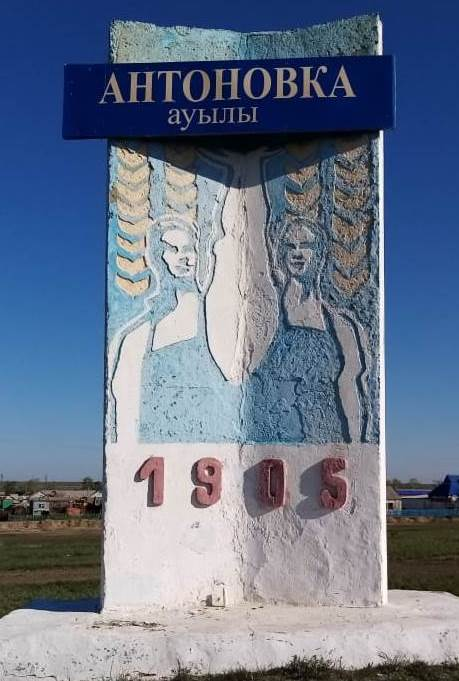
Стелла села Антоновки

## История
В начале XX столетия в Денисовский район резко усилился поток переселенцев: сюда ехали русские, украинцы, немцы (в основном из центральных областей России и Украины). Так в 1900 году на левом берегу реки Тобол, красивейшие изгибы которой, повторяющие верблюжью шею, образовала живописнейшее урочище, издревле носившее название урочище Түйемойнак (верблюжья шея), был основан поселок Антоновка.
В 1911 году была построена деревянная школа, затем в 1950-х годах в период освоения целины построили новое здание школы, действующее по сегодняшний день. В 1930-х годах во время коллективизации на базе посёлка Антоновка был создан колхоз имени Максима Литвинова, затем позднее он вошёл в состав совхоза имени Эрнеста Тельмана также с центром в Антоновке.

## Население
В 1999 году население села составляло 1226 человек (600 мужчин и 626 женщин). По данным переписи 2009 года, в селе проживали 1163 человека (561 мужчина и 602 женщины). На настоящий момент в селе проживают 1047 человек .

## Достопримечательности
В селе возведен памятник погибшим в годы Великой Отечественной войны установлен в 1990 году. Фигура солдата, надпись «1941-1945» из бетона, выкрашены серебряной краской, мраморная доска с надписью «Вечная память воинам, павшим в годы Великой Отечественной войны 1941—1945 гг.», обрамленный Георгиевской лентой. Вечный огонь в форме пятиконечной звезды. 

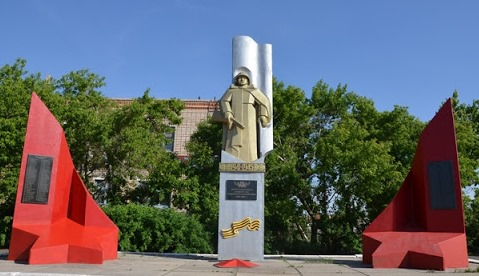
Памятник воинам-красноармейцам участникам ВОВ

Участниками Великой Отечественной войны являются 32 красноармейца, уроженцев села, из их числа в составе офицерского корпуса — младший лейтенант Маслак В. Е., младший лейтенант Стоянов В. Ф. (награждён орденом «Красная Звезда» и медалью «За отвагу»), лейтенант Остапенко П. Т., старший лейтенант Овчаренко В. Т. (награждён орденом «Отечественной войны» 2 степени), старший лейтенант Беспятов Н. Г. (награждён медалью «За боевые заслуги» и орденом «Красной Звезды»), а также девушка — младший сержант Сосницкая П. А. (награждена орденом «Отечественной войны» 2 степени, медалью «За победу над Японией»).

## Выдающиеся личности
Роберт Генрихович Ди́трих (нем. Robert Dietrich; 25 июля 1986, Антоновка, Кустанайская область, Казахская ССР, СССР) — немецкий хоккеист, защитник. Играл за сборную Германии по хоккею.